# Список умерших в 1060 году
В этой статье представлен список известных людей, умерших в 1060 году.
См. также: Категория:Умершие в 1060 году

## Март
- 16 марта — Оттон I — граф Савойи с 1048 года, маркграф Сузы и маркграф Турина с 1046 года.

## Август

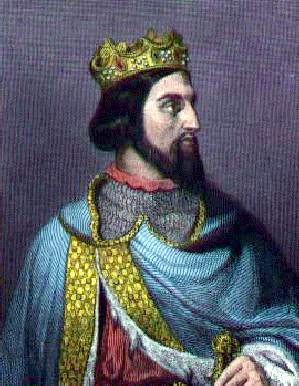
Генрих I

- 4 августа — Генрих I — король Франции с 1027 года, герцог Бургундии (1016—1032)

## Октябрь
- 8 октября — Гуго V Благочестивый — сеньор де Лузиньян (1026—1060)
- 14 октября — Доминик Лорикат[англ.] — один из основоположников монашеского ордена камальдулов, святой римско-католической церкви[1].

## Ноябрь
- 14 ноября — Жоффруа II Мартел — граф Анжу (1040—1060), граф Вандом (1032—1056) (как Жоффруа I), граф Тура (1040—1060)

## Декабрь

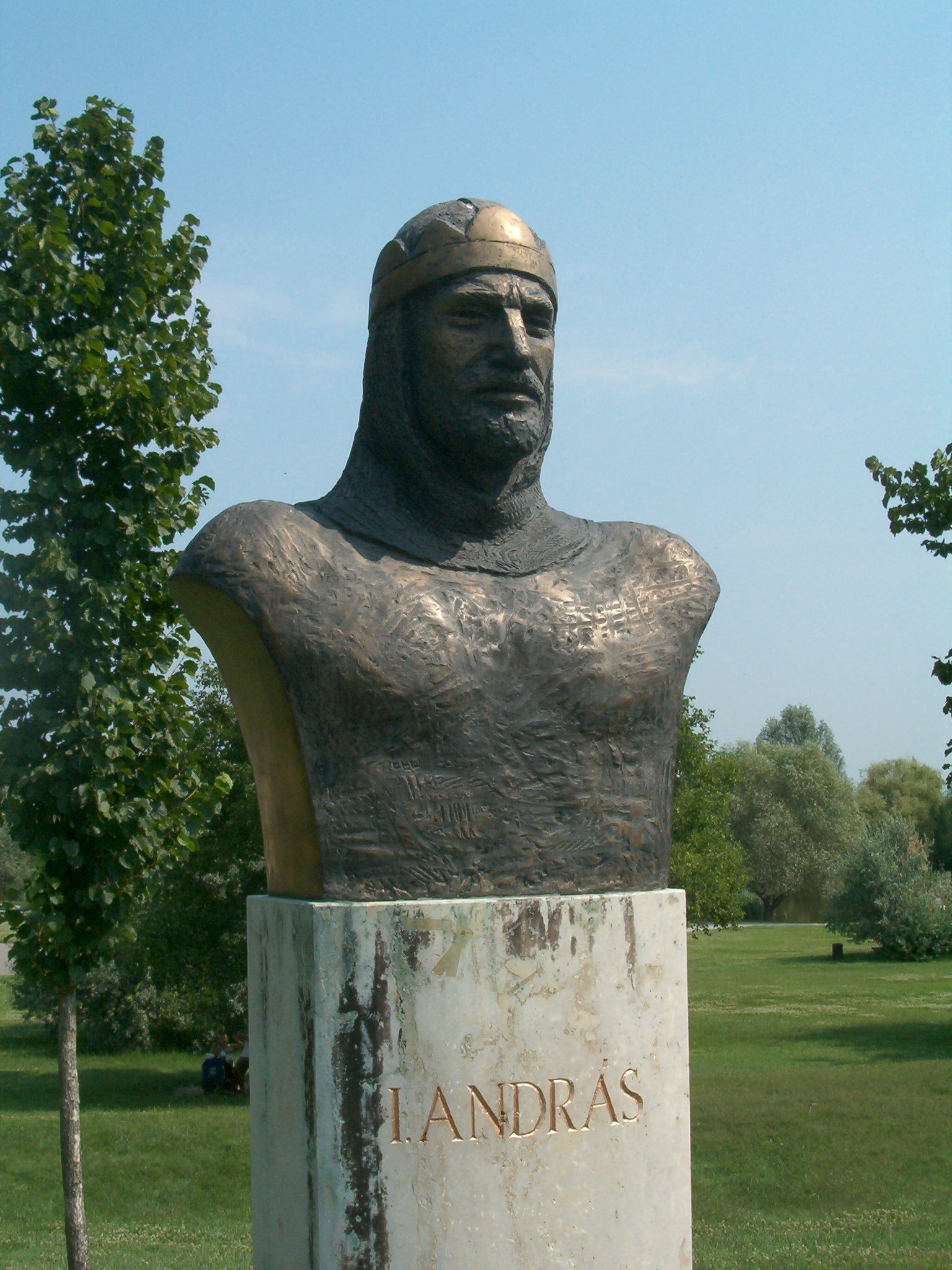
Андраш I

- Андраш I — король Венгрии с 1048 года.

## Дата неизвестна или требует уточнения
- Аббас ибн Шит — малик гуридов (1035—1060).
- Астрид Ньяльсдоттир — королева-консорт Швеции (1050—1060), жена короля Эмунда Старого
- Ахимаац бен-Палтиель — египетский визирь и нагид (глава еврейской общины).
- Гунхильда Свейнсдоттир — королева-консорт Швеции (ок. 1022 — ок. 1050) и королева-консорт Дании (1050—1052)
- Ибрахим Инал — военачальник сельджуков.
- Игорь Ярославич — князь Владимиро-Волынский (1054—1057), князь Смоленский (1057—1060)
- Лука Жидята — епископ новгородский (1033—1060)
- Мэй Яочэнь — китайский поэт, историк и государственный служащий.
- Понс — граф Тулузы и маркиз Готии с 1037 года.
- Пандульф III — князь Беневенто (1033—1053)
- Рауль III де Вексен — граф Валуа (1017/1024 — 1038)
- Чагры бек — один из двух (наряду с Тогрул-беком) основателей Сельджукской державы, полководец.
- Эмунд Старый — король Швеции (1050—1060)